# جون إي. أرنولد
جون إي. أرنولد (بالإنجليزية: John E. Arnold) هو عالم نفس أمريكي، ولد في 14 مارس 1913، وتوفي في 28 سبتمبر 1963.